# لوسي فراي
لوسي فراي (بالإنجليزية: Lucy Fry)‏ هي عارضة وممثلة أسترالية، ولدت في 13 مارس 1992 في أستراليا.

## أعمال

### أفلام
- (2014) أكاديمية مصاصي الدماء[4][5]
- (2016) السيد تشيرش[6]
- (2016) الظلام
- (2017) مشرق

### مسلسلات
- 11.22.63

## وصلات خارجية
- لوسي فراي على موقع IMDb (الإنجليزية)
- لوسي فراي على موقع ألو سيني (الفرنسية)
- لوسي فراي على موقع أول موفي (الإنجليزية)
- لوسي فراي على موقع قاعدة بيانات الفيلم (الإنجليزية)
- لوسي فراي على موقع كينوبويسك (الروسية)